# Rosa Montero
Rosa Montero Gayo (n. 3 ianuarie, 1951 în Madrid, Spania - ) este o scriitoare și jurnalistă spaniolă.